# Abhaya Malla
Abhaya Malla (Nepalí: अभय मल्ल) fue el segundo rey Malla de Nepal y hijo de Arideva Malla. Sucedió a su padre en 1216 y murió durante el terremoto de 1255 que acabó con un tercio de la población del valle de Katmandú.

## Reinado

### Invasiones externas
Su reinado fue en general turbulento y enfrentó muchos ataques de los reinos vecinos. Fue atacado por Ranasura y tres veces por los Tirhuts. En su tercer intento en 1245, cuyo ejército estaba dirigido por Ramasimhadeva, llegaron hasta Gokarna, pero fueron rodeados y parte del ejército invasor fue masacrado.

### Conflictos internos
En 1242 las ciudades de Kirtipur y una parte de Bhaktapur fueron atacados por rebeldes que tomaron a algunos residentes locales como prisioneros. Desde alrededor de 1249, Jayasimha Malla de Bhaktapur y Jayabhimadeva comenzaron a reunir poder político y encarcelaron a nobles importantes.

## Muerte
Un terremoto ocurrido el 7 de junio de 1255 mató a más de un tercio de la población y dejó a Abhaya Malla con heridas. Murió a causa de éstas 6 días después y fue sucedido por su hijo Jayadeva Malla.